# 南聖瑪加麗達
30°20′24″S 54°4′48″W / 30.34000°S 54.08000°W
南聖瑪加麗達（葡萄牙語：Santa Margarida do Sul），是巴西的城鎮，位於該國南部，由南里奧格蘭德州負責管轄，始建於1996年4月16日，面積956平方公里，2010年人口2,352，人口密度每平方公里2.46人。